# Rue de Versailles
Pour les articles homonymes, voir Rue de Versailles (Massy) et Rue de Versailles (Ville-d'Avray).
La rue de Versailles est une ancienne rue de Paris, aujourd'hui disparue. Elle était située dans l'ancien 12e arrondissement (actuellement 5e arrondissement).

## Origine du nom
Elle doit son nom à la famille de Versailles,  qui y demeurait en 1270.

## Situation
Juste avant la Révolution française, la rue marque la limite entre la paroisse Saint-Étienne-du-Mont et la paroisse Saint-Nicolas-du-Chardonnet. Pendant la Révolution, la rue fait partie de la section des Sans-Culottes qui devient le quartier du « Jardin-au-Roi » lors de la création de l'ancien 12e arrondissement en 1795. Elle fait ensuite partie du quartier Saint-Victor après la création du 5e arrondissement en 1859.
Cette rue commence rue Saint-Victor et finit rue Traversine (disparue lors de la création de la rue des Écoles). Elle est prolongée au sud de la rue Traversine par l'impasse de Versailles.
Les numéros de la rue étaient noirs. Le dernier numéro impair était le no 19 et le dernier numéro pair était le no 18.

## Historique
Connu au XIe siècle, Pierre de Versailles (Verseille, Versaliis) y demeurait en 1270. Elle est citée dans Le Dit des rues de Paris de Guillot de Paris sous la forme « rue de Verseille ».
En 1313 on la trouve sous le nom de « rue de Versailles ».
Le décret déclarant d'utilité publique le prolongement de la rue des Écoles prévoit la disparition de la rue de Versailles.
En 1864 toutefois, un décret prévoit que la rue de Versailles soit renommée « rue Fresnel ». En 1866, elle disparait sous la pioche des démolisseurs. Le 17, rue des Écoles et le 21, rue Monge sont construits à son emplacement.